# Vera Sienra
Verónica Sienra De La Bandera, conocida como Vera Sienra (11 de noviembre de 1947, Montevideo) es una música, poeta y artista plástica uruguaya.

## Biografía
Nació en el barrio montevideano de Punta Carretas. Comenzó a componer música con guitarra a los 15 años, también desde la adolescencia sintió fuerte inclinación por la poesía y la pintura. En 1969 edita para RCA Victor su primer larga duración, titulado "Nuestra soledad" y tres años más tarde, esta vez para Sondor, el disco llamado simplemente "Vera". En 1973 obtiene en Venezuela el Primer Premio en el Festival Hispanoamericano de la Canción compartido con la chilena Ginette Acevedo y el 2º Premio como autora por su canción "En todas partes".
En 1987 se retira de los escenarios, para regresar casi quince años después con la presentación de su disco "Reencuentro" en el año 2001. En ese período se dedica al estudio de la antroposofía y trabaja como bibliotecaria en el Museo Nacional de Artes Visuales.
En 2015 Vera Sienra se encuentra entre los 12 artistas uruguayos en ser homenajeados por AGADU y el SODRE.

## Obra poética
- Raza de Abismo (Editorial ARA. 1975)
- Crónica de Cornisas (1982)

## Discografía

### Solista
- Nuestra soledad (RCA Victor ULZ 1005. 1969)
- Vera (De la planta KL 8311. 1972)
- En recital (junto a Larbanois - Carrero. Sondor 144233. 1982)
- Reino breve (Sondor 84327. 1983)
- Reencuentro (2001)
- Navidad, desde el cielo de mi tierra (junto a Numa Moraes. Montevideo Music Group. 2003)
- Mi ciudad y su gente (junto a Gastón Ciarlo. Montevideo Music Group. 2005)
- Gardel Posta Posta (junto a Pepe Guerra y Pablo Estramín. Obligado Records. 2005)
- Hada Alegría (Montevideo Music Group. 2006)
- Desde el alma. Retratos para una historia del tango (Perro Andaluz. 2008)
- Modo de hacer el fuego (Perro Andaluz PA 4359-2. 2009)

### Reediciones
- Vera Sienra / Sylvia Meyer (Sondor / Posdata S 1027. 1999)
- Hada Alegría -2005